# Heimo Halbrainer
Heimo Halbrainer (* 1963 in Knittelfeld) ist ein österreichischer Historiker, Publizist und Hochschullehrer.

## Leben
Halbrainer ist der Sohn einer Hausfrau und eines Schlossers. Nach dem Besuch der HTL Kapfenberg arbeitete er als Elektrotechniker und studierte ab 1986 Geschichte und Deutschen Philologie an der Universität Graz.
1995 gründete Halbrainer zusammen mit dem Schriftsteller Thomas Karny und den Historikerinnen Margit Franz und Manuela Fritz CLIO Verein für Geschichts- und Bildungsarbeit. Ziel des Vereins ist es „die verdrängte und von der institutionalisierten Geschichtsforschung nur marginal behandelte jüngere Geschichte der Steiermark wissenschaftlich aufzuarbeiten“. 1998 gründete CLIO einen Verlag, in dem Halbrainer als Autor und Herausgeber über 80 Werke über den Widerstand gegen den Nationalsozialismus, Flucht und Vertreibung der jüdischen Bevölkerung, Antisemitismus, die NS-Herrschaft in der Steiermark, NS- und Kriegsverbrecherprozesse, Geschichte der Frauen und andere Themen publizierte. Halbrainer ist Mitglied der Historischen Landeskommission für Steiermark und Autor bei der Alfred Klahr Gesellschaft. Als Mitarbeiter am Institut für Österreichische Rechtsgeschichte und am Centrum für Jüdische Studien der Universität Graz organisierte Halbrainer zahlreiche Projekte wie eine Ausstellung über den Widerstandskämpfer Herbert Eichholzer, dem ermordeten Widerstandskämpfer und Mitstreiter Margarete Schütte-Lihotzkys.

## Auszeichnungen
- 1998 Theodor Körner Preis zur Förderung von Wissenschaft und Kunst[5]
- 2005 Österreichischer Bau-Preis (2. Preis in der Kategorie Institute und Fakultäten als Mitglied des Ausstellungsprojektes „Das lebende Archiv“)[5]
- 2006 Herbert-Steiner-Preis des DÖW[5]
- 2013 Erzherzog-Johann-Forschungspreis des Landes Steiermark und Grazer Menschenrechtspreis für seine langjährige „kritische Geschichtsvermittlung und Erinnerungsarbeit durch die Schärfung der Verantwortung für die kollektive Vergangenheit“[5]
- 2020 Rosa-Jochmann-Plakette vom Bund Sozialistischer Freiheitskämpfer

## Schriften (Auswahl)

### Monografien
- "Der größte Lump im ganzen Land, das ist und bleibt der Denunziant" : Denunziation in der Steiermark 1938 - 1945 und der Umgang mit den Denunzianten in der Zweiten Republik. CLIO, Graz 2007, ISBN 978-3-902542-02-1.
- Kein Kernkraftwerk in Zwentendorf! : 30 Jahre danach. Publ. P No 1, Bibliothek der Provinz, Weitra 2008, ISBN 978-3-85252-930-1.
- „Sei nicht böse, dass ich im Kerker sterben muss.“ : Die Opfer der NS-Justiz in Graz 1942 bis 1945 ; ein Gedenkbuch. CLIO, Graz 2014, ISBN 978-3-902542-14-4.
- Lager Wagna 1914 - 1963 : die zeitweise drittgrößte Stadt der Steiermark. CLIO, Graz 2014, ISBN 978-3-902542-29-8.
- "Wenn einmal die Saat aufgegangen, …" : letzte Briefe steirischer Widerstandskämpferinnen und -kämpfer aus Todeszelle und Konzentrationslager. CLIO, Graz 2019, ISBN 978-3-902542-75-5.
- Sepp Filz : Walz, Widerstand, Wiederaufbau. CLIO, Graz 2021, ISBN 978-3-902542-80-9.
- Terror und Erinnerung : NS-Institutionen und Orte des Widerstands im Bezirk Geidorf : ein Rundgangsführer. CLIO, Graz 2021, ISBN 978-3-902542-96-0.
- Franz Leitner - Kommunist und „Gerechter unter den Völkern“. CLIO, Graz 2023, ISBN 978-3-902542-98-4.
- Todesurteile : Vergessene Verbrechen der NS-Justiz in der Steiermark. CLIO, Graz 2024, ISBN 978-3-902542-97-7.

### Herausgeber/Mitwirkender
- mit Thomas Karny: Gegen Bewegung : Skizzen aus dem oberösterreichischen Widerstand gegen den Nationalsozialismus. Edition Geschichte der Heimat, Grünbach 1995, ISBN 978-3-900943-27-1.
- mit Thomas Karny: Geleugnete Verantwortung : der "Henker von Theresienstadt" vor Gericht ; [Stefan Rojko]. Edition Geschichte der Heimat, Grünbach 1996, ISBN 978-3-900943-36-3.
- mit Clio - Verein für Geschichts- und Bildungsarbeit: Zwei Tage Zeit : Herta Reich und die Spuren jüdischen Lebens in Mürzzuschlag ; [die Flucht einer Mürzzuschlager Jüdin 1938 - 1944]. CLIO, Graz 1998, ISBN 978-3-9500971-0-8.
- "Feindbild Jude" : zur Geschichte des Antisemitismus. CLIO, Graz 2003, ISBN 978-3-9500971-3-9.
- mit Martin F. Polaschek (Hrsg.): Kriegsverbrecherprozesse in Österreich : eine Bestandsaufnahme. CLIO, Graz 2003, ISBN 978-3-9500971-5-3.
- Maria Cäsar und Clio - Verein für Geschichts- und Bildungsarbeit: "Ich bin immer schon eine politische Frau gewesen" - Maria Cäsar : Widerstandskämpferin und Zeitzeugin ; eine Würdigung aus Anlass ihres 86. Geburtstages. CLIO, Graz 2006, ISBN 978-3-902542-00-7.
- Kriegsverbrechen, NS-Gewaltverbrechen und die europäische Strafjustiz von Nürnberg bis Den Haag. CLIO, Graz 2007, ISBN 978-3-902542-04-5.
- mit Ernö Lazarovits: Mein Weg durch die Hölle : ein Überlebender erzählt vom Todesmarsch. Steinmassl, Grünbach 2009, ISBN 978-3-902427-65-6.
- mit Josef Martin Presterl und Karl Wimmler: Im Schatten des Hochschwab : Skizzen aus dem steirischen Widerstand. CLIO, Graz 2010, ISBN 978-3-902542-09-0.
- mit Clio - Verein für Geschichts- und Bildungsarbeit: Archiv der Namen : ein papiernes Denkmal der NS-Opfer aus dem Bezirk Leoben. CLIO, Graz 2012, ISBN 978-3-902542-33-5.
- mit Werner Anzenberger, Marina Brandtner, Christian Ehetreiber u. a.: Die Eisenstraße 1938 - 1945 : NS-Terror - Widerstand - Neues Erinnern. CLIO, Graz 2012, ISBN 978-3-902542-33-5.
- mit David Herzog, Gerald Lamprecht u. a.: Meine Lebenswege : die persönlichen Aufzeichnungen des Grazer Rabbiners David Herzog. CLIO, Graz 2013, ISBN 978-3-902542-39-7.
- mit Werner Anzenberger, Helmut Wohnout u. a.: „Unrecht im Sinne des Rechtsstaates“ : die Steiermark im Austrofaschismus. CLIO, Graz 2014, ISBN 978-3-902542-15-1.
- mit Gerald Lamprecht: Nationalsozialismus in der Steiermark : Opfer - Täter - Gegner. StudienVerlag, Innsbruck, Wien, Bozen 2015, ISBN 978-3-7065-4872-4.
- mit Gerald Lamprecht: Orte und Zeichen der Erinnerung : Erinnerungszeichen für die Opfer von Nationalsozialismus und Krieg in der Steiermark. CLIO, Graz 2018, ISBN 978-3-902542-64-9.
- mit Gerald Lamprecht und Bettina Ramp: Wie geht Widerstand? : widerständisches Verhalten im 20. und 21. Jahrhundert. CLIO, Graz 2019, ISBN 978-3-902542-12-0.
- mit Ágnes Havas: Mit meiner Zwillingsschwester in Auschwitz. CLIO, Graz 2019, ISBN 978-3-902542-62-5.

- Franz Mikusch: Für die Freiheit Österreichs! : bei den slowenischen Partisanen und im Ersten Österreichischen Bataillon. Hrsg.: Heimo Halbrainer, Alex Mikusch. CLIO, Graz 2020, ISBN 978-3-902542-76-2.
- Der "schwierige" Umgang mit dem Nationalsozialismus an österreichischen Universitäten : die Karl-Franzens-Universität Graz im Vergleich. CLIO, Graz 2022, ISBN 978-3-902542-74-8.
- Judith Eiblmayr, Günter Eisenhut u. a.: Die Prenninger : ein Beitrag zur steirischen Kultur- und Widerstandsgeschichte. CLIO, Graz 2023, ISBN 978-3-903425-11-8.
- mit Sabine Christian, Joachim Hainzl: 100 Jahre Stadt Kapfenberg. CLIO, Graz 2024, ISBN 978-3-903425-24-8.
- Herbert Eichholzer: Herbert Eichholzer: BLAUPAUSE. Hrsg.: Heimo Halbrainer, Gerhild Illmaier, Alexandra Riewe. CLIO, Graz 2024, ISBN 978-3-903425-21-7.

### Artikel
- Heimo Halbrainer: Steirer als Opfer der Wiener Blutjustiz 1942/43. In: Alfred Klahr Gesellschaft. Abgerufen am 25. Februar 2025.
- „Die Stadt ohne Juden“ – der Fall Bettauer. In: korso.at. 2001, abgerufen am 25. Februar 2025.
- „Das hätten sich die SS-Schergen nicht träumen lassen“ – Terror und Erinnerung in Peggau. In: korso.at. 10. April 2006, abgerufen am 25. Februar 2025.
- Heimo Halbrainer: Herbert Eichholzer und der Widerstand gegen den Nationalsozialismus. In: korso.at. Abgerufen am 25. Februar 2025.